# Додоші (Петриня)
Додоші (хорв. Dodoši) — населений пункт у Хорватії, у Сисацько-Мославинській жупанії у складі міста Петриня.

## Населення
Населення за даними перепису 2011 року становило 76 осіб.
Динаміка чисельності населення поселення:

## Клімат
Середня річна температура становить 10,57 °C, середня максимальна – 24,86 °C, а середня мінімальна – -6,24 °C. Середня річна кількість опадів – 1031 мм.
| Клімат поселення                              | Клімат поселення | Клімат поселення | Клімат поселення | Клімат поселення | Клімат поселення | Клімат поселення | Клімат поселення | Клімат поселення | Клімат поселення | Клімат поселення | Клімат поселення | Клімат поселення | Клімат поселення |
| Показник                                      | Січ.             | Лют.             | Бер.             | Квіт.            | Трав.            | Черв.            | Лип.             | Серп.            | Вер.             | Жовт.            | Лист.            | Груд.            |                  |
| Середній максимум, °C                         | 6,67             | 8,61             | 12,96            | 17,22            | 21,68            | 24,86            | 24,11            | 23,53            | 20,02            | 15,11            | 9,59             | 5,12             |                  |
| Середня температура, °C                       | 0,21             | 2,14             | 6,52             | 10,77            | 15,23            | 18,40            | 20,14            | 19,55            | 16,03            | 11,14            | 5,60             | 1,14             |                  |
| Середній мінімум, °C                          | −6,24            | −4,3             | 0,06             | 4,32             | 8,77             | 11,94            | 16,16            | 15,58            | 12,05            | 7,16             | 1,62             | −2,85            |                  |
| Норма опадів, мм                              | 64               | 63               | 72               | 85               | 89               | 99               | 91               | 92               | 94               | 96               | 104              | 82               |                  |
| Середньомісячна швидкість вітру, м/с          | 1.73             | 1.90             | 2.28             | 2.18             | 2.00             | 1.80             | 1.80             | 1.65             | 1.64             | 1.73             | 1.78             | 1.81             |                  |
| Середньомісячна сонячна радіація, кДж/м²·день | 4334             | 7080             | 10747            | 15198            | 19353            | 21394            | 22671            | 19590            | 14486            | 9116             | 4844             | 3568             |                  |
| --------------------------------------------- | ---------------- | ---------------- | ---------------- | ---------------- | ---------------- | ---------------- | ---------------- | ---------------- | ---------------- | ---------------- | ---------------- | ---------------- | ---------------- |
| Джерело:                                      |                  |                  |                  |                  |                  |                  |                  |                  |                  |                  |                  |                  |                  |